# Charles Wilken
Charles Wilken, född 8 november 1866, död 26 februari 1956, var en dansk skådespelare.
Wilken studerade vid Det kongelige Teaters elevskole 1887–1888, han scendebuterade på Aarhus Teater 1888. Han var engagerad vid olika teatrar i Köpenhamn från 1897 till 1930, då han engagerades vid Det Kongelige Teater fram till 1950.

## Filmografi i urval
- 1927 – Tordenstenene
- 1940 – Fröken i köket
- 1944 – Åtta ackord
- 1944 – Mordets melodi
- 1946 – Svar med amatörfoto